# Třída Echo (2002)
Třída Echo je třída vojenských výzkumných lodí britského královského námořnictva. Celkem byly postaveny dvě jednotky této třídy. Do služby vstoupily v letech 2003 a vyřazovány byly v letech 2022 a 2023.

## Stavba
Plavidla byla navržena společností STX Marine. Objednána byla u loděnice Vosper Thornycroft, která jejich stavbu zadala loděnici Appledore Shipbuilders ve Appledore ve hrabství Devon.
Jednotky třídy Echo:
| Jméno                | Spuštěna       | Vstup do služby | Status                   |
| -------------------- | -------------- | --------------- | ------------------------ |
| HMS Echo (H87)       | 4. března 2002 | 7. března 2003  | vyřazena 30. června 2022 |
| HMS Enterprise (H88) | 2. května 2002 | 17. října 2003  | vyřazena 30. března 2023 |

## Konstrukce

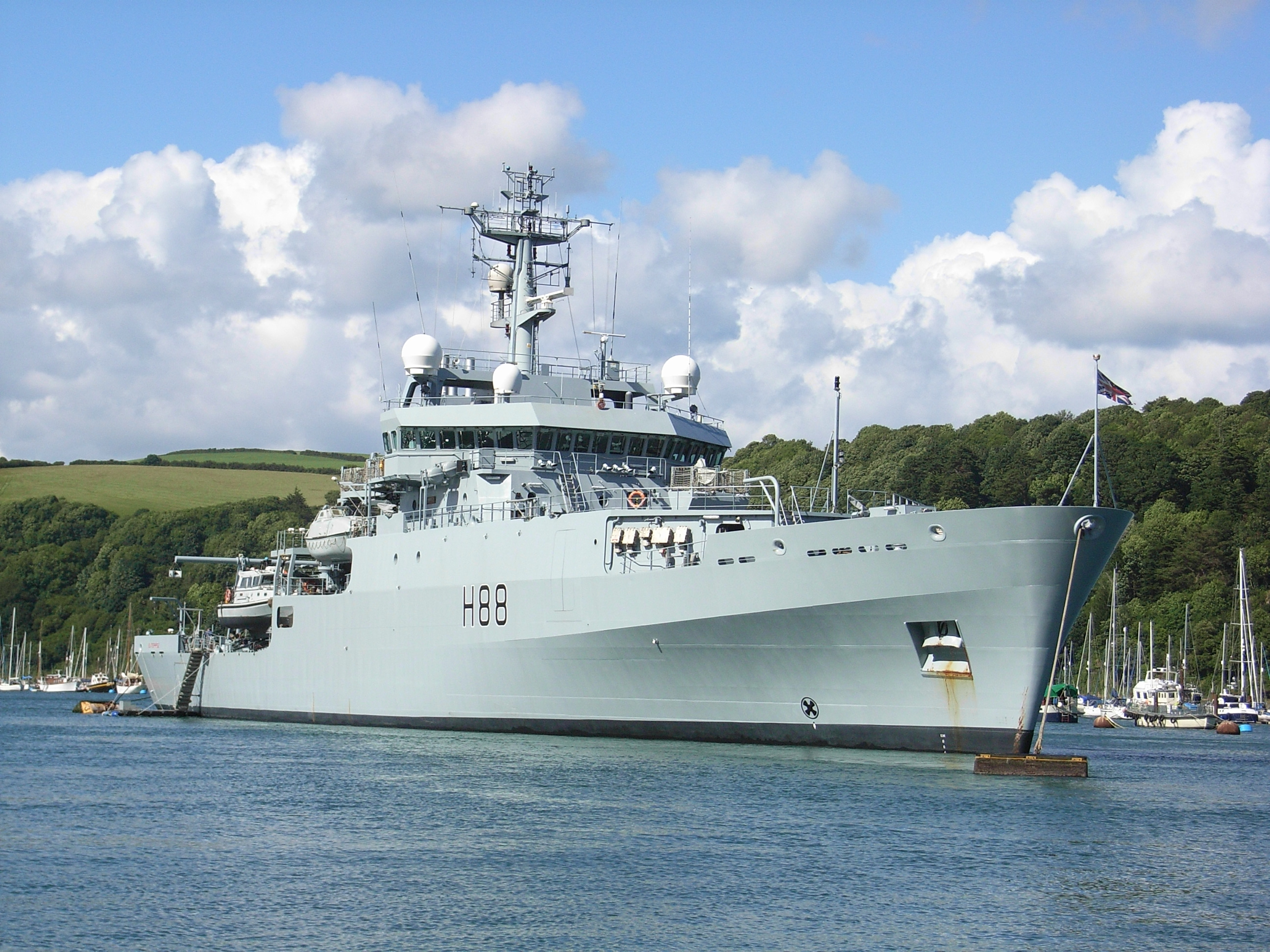
HMS Echo

Obrannou výzbroj plavidel tvoří čtyři kulomety, dva rotační kulomety a jeden 20mm kanón GAMBO. Nejvyšší rychlost dosahuje 15 uzlů. Dosah je 9300 námořních mil při rychlosti 12 uzlů.

## Služba
Echo se v březnu 2014 v Indickém oceánu zapojila do pátrání po ztraceném dopravním letadlu Boeing 777 letu Malaysia Airlines 370. Enterprise v srpnu 2014 evakuoval z Libye cca 300 britských občanů.
V srpnu 2020 byla Enterprise vyslána do Bejrútu postiženého ničivým výbuchem. Plavidlo má pomoci při mapování škod vzniklých na bejrútském přístavu.